# Université Montpellier-I
 (octobre 2013).
Si vous disposez d'ouvrages ou d'articles de référence ou si vous connaissez des sites web de qualité traitant du thème abordé ici, merci de compléter l'article en donnant les références utiles à sa vérifiabilité et en les liant à la section « Notes et références ».
L'université Montpellier-I ou université Montpellier 1, héritière de l'université de Montpellier fondée en 1289, réunit des disciplines diverses telles que la médecine, la pharmacie, l'odontologie, le droit et les sciences politiques, l'éducation physique, les sciences économiques et les sciences de gestion. C'est au moment de sa dissolution la plus importante université de l'académie de Montpellier par le nombre de ses étudiants.
Elle est l'un des membres fondateurs du PRES Sud de France. Son siège se situe à Montpellier, deux antennes se trouvent à Nîmes et à Albaret-Sainte-Marie.
Elle fusionne avec l'université Montpellier-II le 1er janvier 2015 pour restaurer l'université de Montpellier.

## Histoire de l'université Montpellier-I

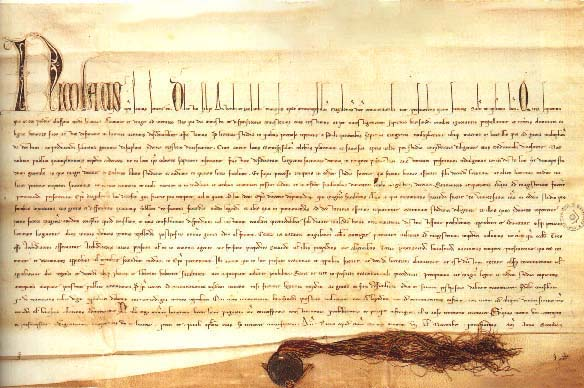
La bulle « Quia Sapientia » de 1289 du pape Nicolas IV.

L'université Montpellier-I est l'héritière directe de l'université médiévale créée le 26 octobre 1289 par la bulle papale « Quia Sapientia » du pape Nicolas IV, des médecins andalous y ont enseigné. Elle réunit l'École de Médecine fondée en 1220 par le cardinal Conrad, légat du pape Honorius III, ce qui fait de la faculté de médecine de Montpellier la plus ancienne en activité au monde, et l'école de droit et des arts dont les premiers statuts furent octroyés en 1242.
Son rayonnement, en particulier à partir de l'enseignement de la médecine et du droit, ne fit que s'amplifier jusqu'à la Révolution française qui fit disparaître les facultés en 1793. Elles se reconstituèrent progressivement au XIXe siècle. L'ensemble de ces facultés est fédéré en application de la loi du 10 juillet 1896.
La partition de l'université de Montpellier par la loi d'orientation du 12 novembre 1968 a donné naissance à l'université Montpellier-I qui associe autour des UER traditionnelles de médecine et de droit, la pharmacie, l'économie, la gestion, l'odontologie, les sciences du sport (STAPS), ainsi que des instituts (IPAG, ISEM).
Depuis la loi du 26 janvier 1984 l'université est un établissement public à caractère scientifique, culturel et professionnel sous l'autorité d'un président élu par l'ensemble des membres des trois conseils, assisté d’un vice-président étudiant, de trois vice-présidents de conseil, d'un secrétaire général, d'un agent comptable et d'un bureau.

### Quelques dates récentes
- 1956 : rachat du couvent des Visitandines[3] et déménagement de la faculté de droit de l'actuel rectorat à la rue de l'université (actuel bâtiment 1 de l'UFR Droit) et construction d'un bâtiment le long de la rue de l'École-Mage
- 1957 : construction du bâtiment de la Médecine préventive (actuel bâtiment 3 de l'UFR Droit)
- 1958 : création de l'École dentaire
- 1960 : construction de la partie « Giraud » de l'Institut de biologie au boulevard Henri-IV
- 1963 : création de l'IPAG
- 1964 : déménagement de la faculté de pharmacie du centre-ville sur son site actuel, avenue Charles-Flahault dans le quartier de Boutonnet sur un campus de six hectares
- 1969 : création « officielle » de l'université Montpellier-I avec cinq UER (droit, médecine, pharmacie industrielle, sciences pharmaceutiques et biologiques, matières alimentaires et environnement)
- 1970 : création de l'UER (puis UFR) odontologie
- 1971 : création de l'UER (puis UFR) de sciences économiques, élection du premier président de l'université : Georges Péquignot
- 1972 : création de l'ISEM, construction du site de Nîmes de l'UER de médecine, création du musée de la pharmacie
- 1973 : rachat de l'ancienne « faculté des lettres » à la rue du Cardinal-de-Cabrières pour abriter l'UER de sciences économiques et l'ISEM
- 1978 : création de l'UER (puis UFR) d'administration économique et sociale (AES)
- 1980 : achat du domaine de Veyrassi, création de l'UREPS
- 1984 : création de l'UFR STAPS, les UER deviennent des UFR
- 1987 : création de l'antenne d'Orfeuillette de l'IUP de management hôtellerie-tourisme en Lozère (ISEM) avec l'achat d'une ancienne dépendance du Château d'Orfeuillette à Albaret-Sainte-Marie, près de Saint-Chély-d'Apcher
- 1992 : construction de l'UPM et de l'IURC sur le site d'Arnaud de Villeneuve, classement du Jardin des Plantes dans les « monuments historiques »
- 1993 : construction de la phase 1 du campus de Richter, aménagement des UFR AES, sciences économiques et l'ISEM
- 1994 : réaménagement partiel de l'UFR de pharmacie, suppression de la « faculté de droit, sciences économiques et gestion » en cinq composantes distinctes
- 1996 : construction de la nouvelle faculté (UFR) d'odontologie dans le quartier Euromédecine, réhabilitation du bâtiment historique de l'UFR Médecine
- 1998 : réaménagement total des bâtiments de l'UFR de droit, construction du bâtiment pédagogique de l'UFR STAPS, réhabilitation du site de l'ISEM Orfeuillette
- 1999 : élection d'Alain Uziel en qualité de président et mise en place d'un poste de vice-président étudiant, construction de la phase 2 de Richter avec l'inauguration de la bibliothèque universitaire, fusion des trois composantes de pharmacie en une seule UFR (suppression des UFR « matières alimentaires et environnement » et « pharmacie industrielle »), l'université compte désormais sept UFR et deux instituts
- 2001 : rattachement de l'école de sages-femmes à l'UFR de médecine
- 2002 : inauguration du palais universitaire des sports de Veyrassi, création du Centre universitaire de formation et de recherche de Nîmes (les étudiants en droit de Nîmes ne sont plus rattachés à l'université Montpellier 1)
- 2003 : passage au LMD pour les filières Droit, Économie, Gestion & STAPS
- 2004 : réaménagement des services centraux, construction du « Pégurier », achat du bâtiment de la DEVE et du SCUIO, élection au premier tour de Dominique Deville de Périère en qualité de présidente
- 2005 : réaménagement total de l'antenne de Nîmes de l'UFR de médecine, début de l'opération de réhabilitation du Jardin des Plantes, élections étudiantes : participation record
- 2006 : construction de la phase 3 du campus de Richter, déménagement de l'IPAG et de DIDERIS, inauguration du nouveau bâtiment de l'ISEM et de la Maison des Étudiants (qui prend le nom d'Aimé-Schoenig en juillet 2007)
- 2007 : réhabilitation du bâtiment 3 de l'UFR de droit
- 2009 : en application de la loi LRU, dite sur l'autonomie des universités, au 1er janvier, l'université Montpellier-I accède aux compétences élargies dans les domaines budgétaires et de gestion des ressources humaines, l'université Montpellier-I gère désormais un budget de 130 millions d'euros et assure la paye de ses 1 642 agents.
- 2015 : le janvier 2015, l'université Montpellier-I fusionne avec l'université Montpellier-II pour donner naissance à une nouvelle université unique : l'université de Montpellier

### Présidents de l'université

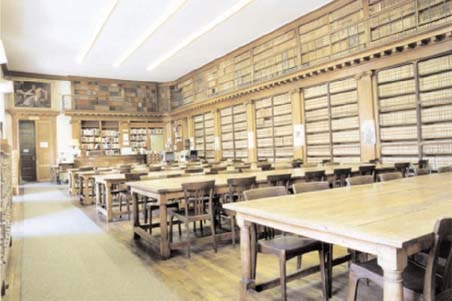
La salle de lecture historique de la B.U. Médecine.

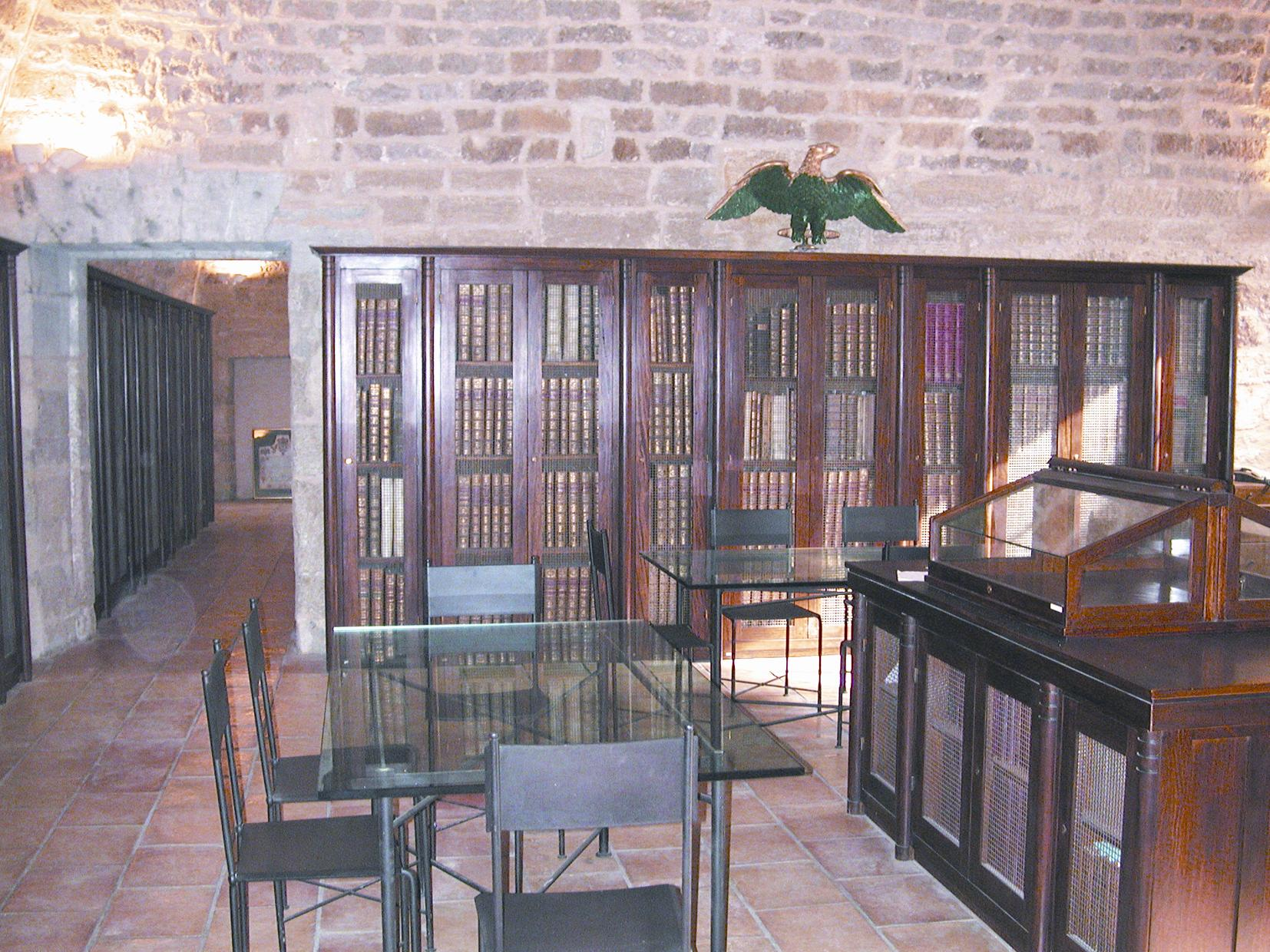
Les collections anciennes de l'UFR Médecine.

| Année d'élection     | Nom                          | Qualité                    | UFR de rattachement  |
| -------------------- | ---------------------------- | -------------------------- | -------------------- |
| 1971                 | Georges Péquignot (d)        | Professeur des universités | Droit                |
| 1972                 | Fernand Sabon                | Professeur des universités | Pharmacie            |
| 1977                 | Paul Coste-Floret            | Professeur des universités | Sciences économiques |
| 1979 (réélu en 1984) | Jacques Mirouze              | Professeur des universités | Médecine             |
| 1989                 | Jacques Demaille (d)         | Professeur des universités | Médecine             |
| 1994                 | Yves Loubatières (d)         | Professeur des universités | AES                  |
| 1999                 | Alain Uziel (d)              | Professeur des universités | Médecine             |
| 2004                 | Dominique Deville de Périère | Professeur des universités | Odontologie          |
| 2009-2015            | Philippe Augé (d)            | Professeur des universités | IPAG                 |

## Patrimoine
Grâce à son ancienneté, le patrimoine de l'université Montpellier-I revêt un caractère exceptionnel. Depuis la Révolution française, ce dernier s’est enrichi de très beaux bâtiments allant de la Renaissance pour la faculté de médecine jusqu’aux bâtiments d’architectures contemporaines, comme la faculté d'administration économique et sociale (AES) sur le campus de Richter et la faculté des sciences et techniques des activités physiques et sportives (STAPS) du campus de Veyrassi.
L’université dispose du plus ancien jardin botanique de France (1593), le « jardin des plantes de Montpellier » et d'espaces dédiés à l'univers de la médecine, tels que :
- Le Musée d'anatomie (1795) dont la majeure partie des collections sont classées au titre des monuments historiques ;
- Le musée Atger (1813) est le plus ancien musée de Montpellier et a formé la deuxième collection française après celle du Louvre ;
- Le musée de la pharmacie Albert-Ciurana (1972) est le seul en France situé sur un site universitaire ;
- Le « droguier » de la faculté de pharmacie (1633) est le deuxième[5] de France après celui de Paris[6] ;
- Une bibliothèque de fonds documentaires anciens et de collections patrimoniales est mis à disposition des étudiants[7].

## Information générale

### Présentation
L'université Montpellier-I est une université pluridisciplinaire qui regroupe 22 354 étudiants (en mars 2014) répartis dans 7 UFR et 2 instituts.

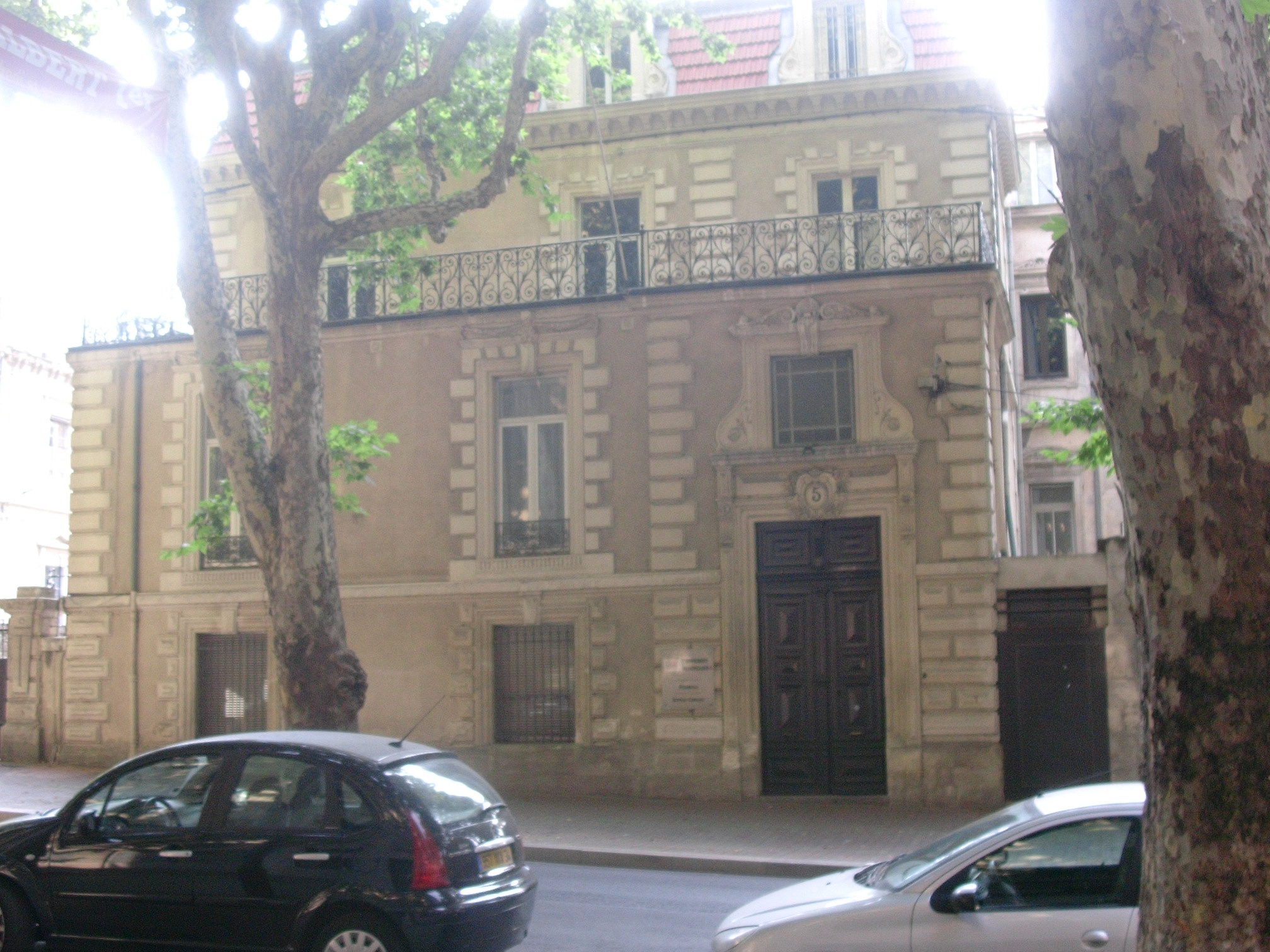
L'entrée des services centraux au 4, boulevard Henri-IV.

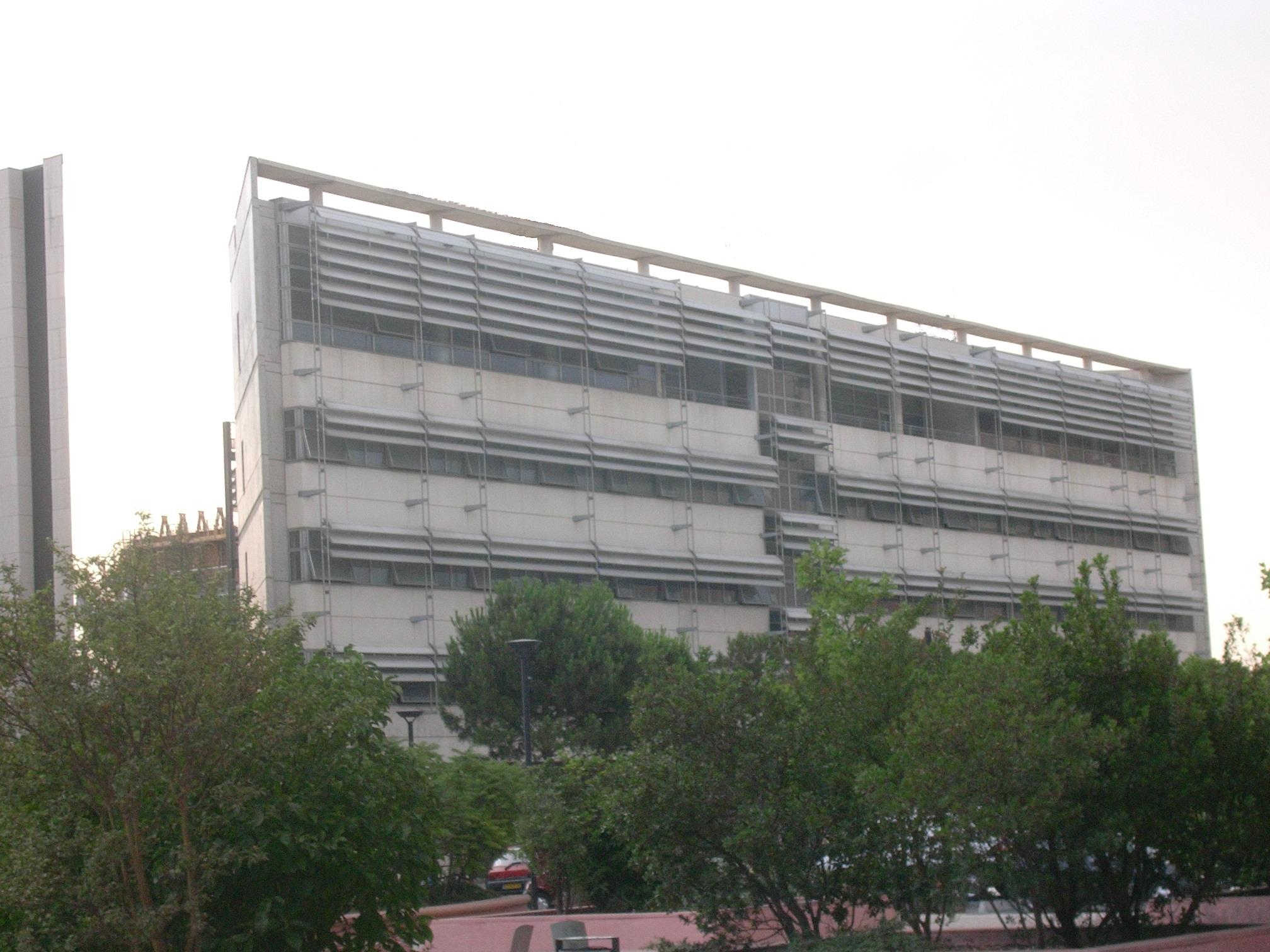
Le bâtiment E de Richter abritant DIDERIS et le service des Relations Internationales.

## Composantes de l'université Montpellier-I
L'université Montpellier-I était composée de 7 UFR (facultés) : 
- médecine
- droit et science politique
- administration économique et sociale (AES),
- STAPS,
- économie,
- pharmacie
- odontologie.

et de 2 instituts :
- Institut des sciences de l'entreprise et du management (ISEM),
- Institut de préparation à l'administration générale (IPAG),

Elles sont réparties sur plusieurs sites à Montpellier :
- centre-ville : médecine et droit,
- sud (Campus de Richter) : AES, économie, ISEM et IPAG,
- nord : pharmacie, STAPS, odontologie et médecine (UPM)

et possède deux antennes délocalisées :
- Nîmes : médecine,
- Albaret-Sainte-Marie : ISEM (Orfeuillette)

## Quelques photographies

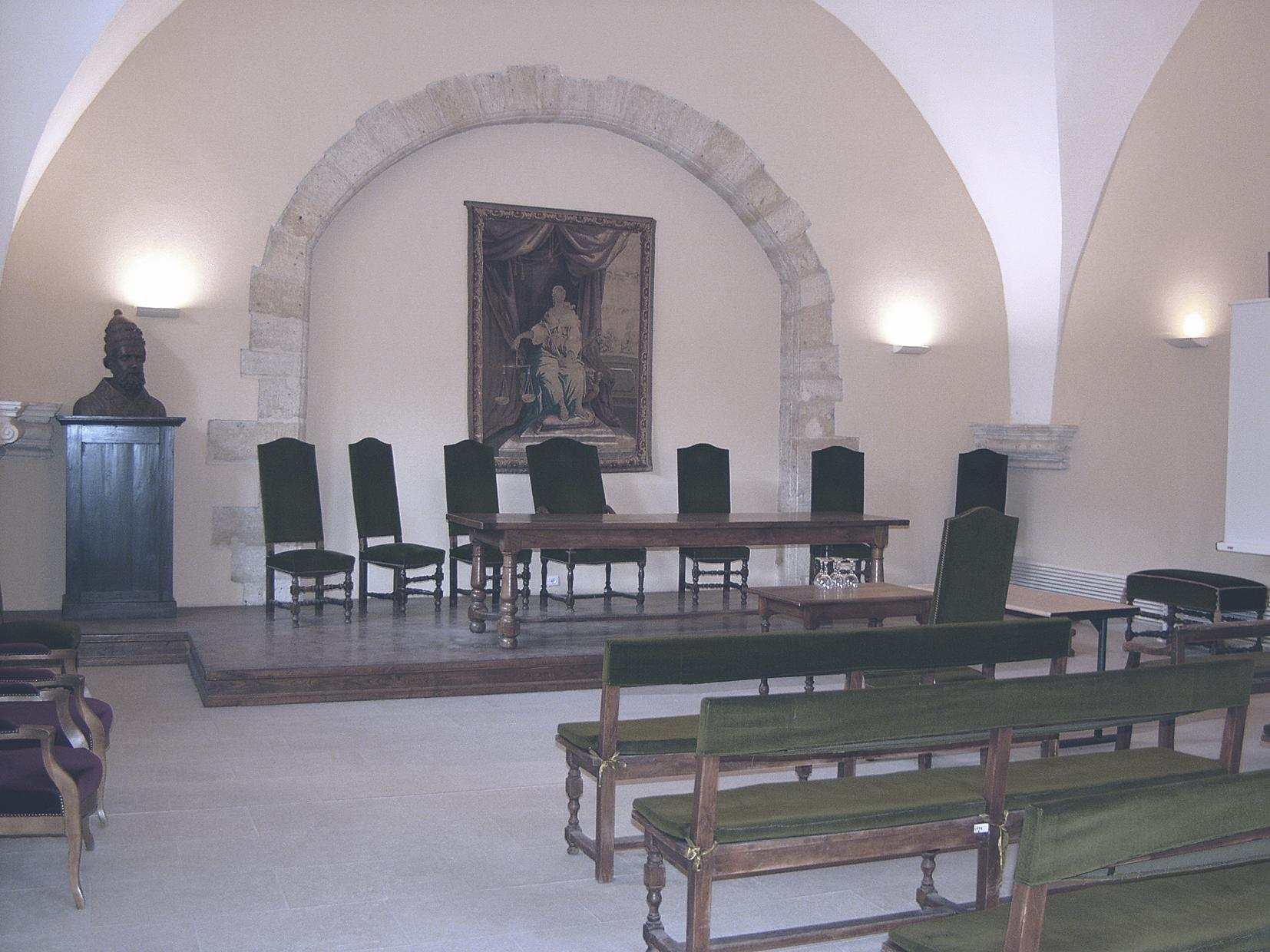
La salle des actes de l'UFR Droit.
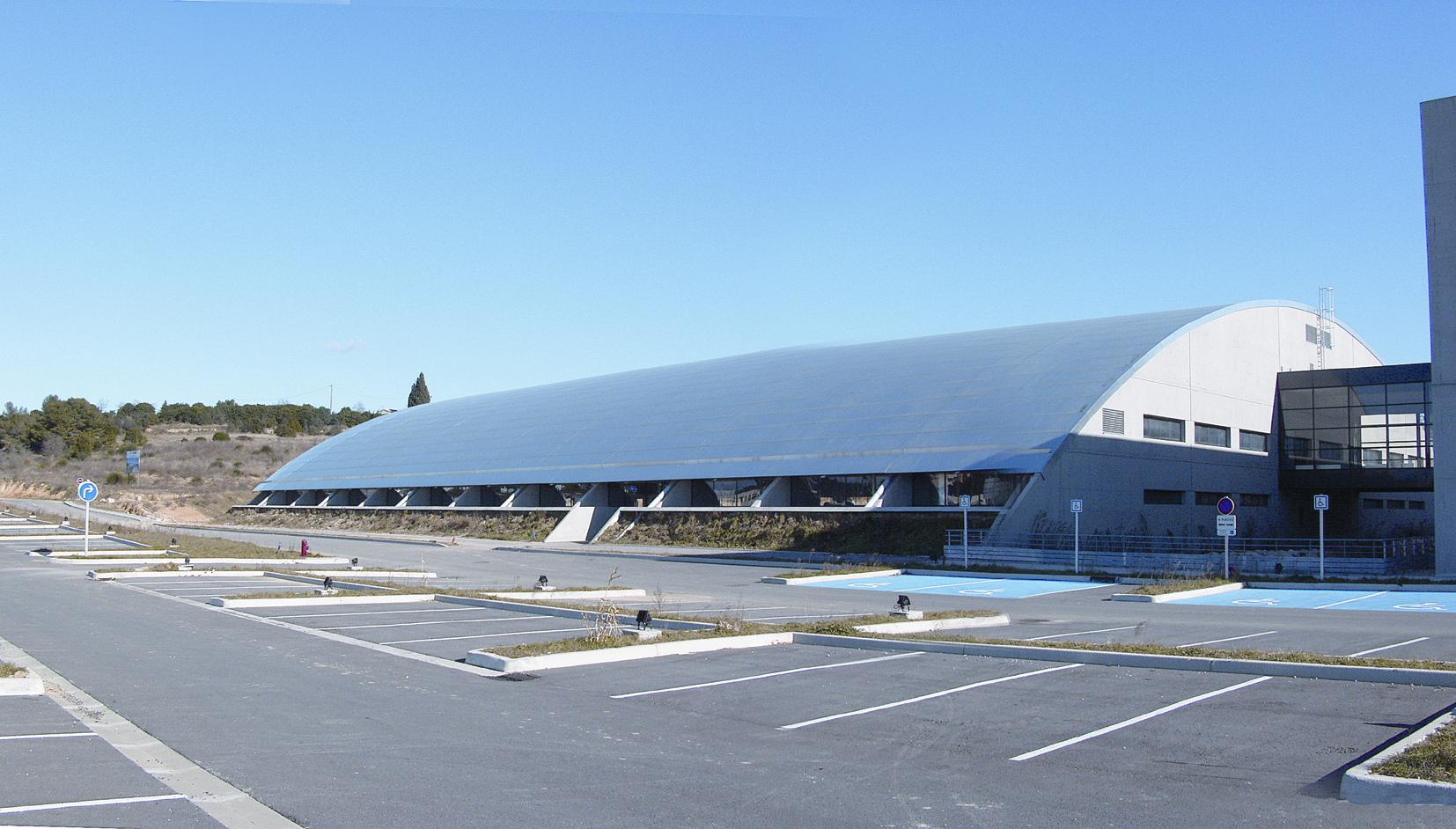
Le palais universitaire des Sports de Veyrassi (UFR STAPS).
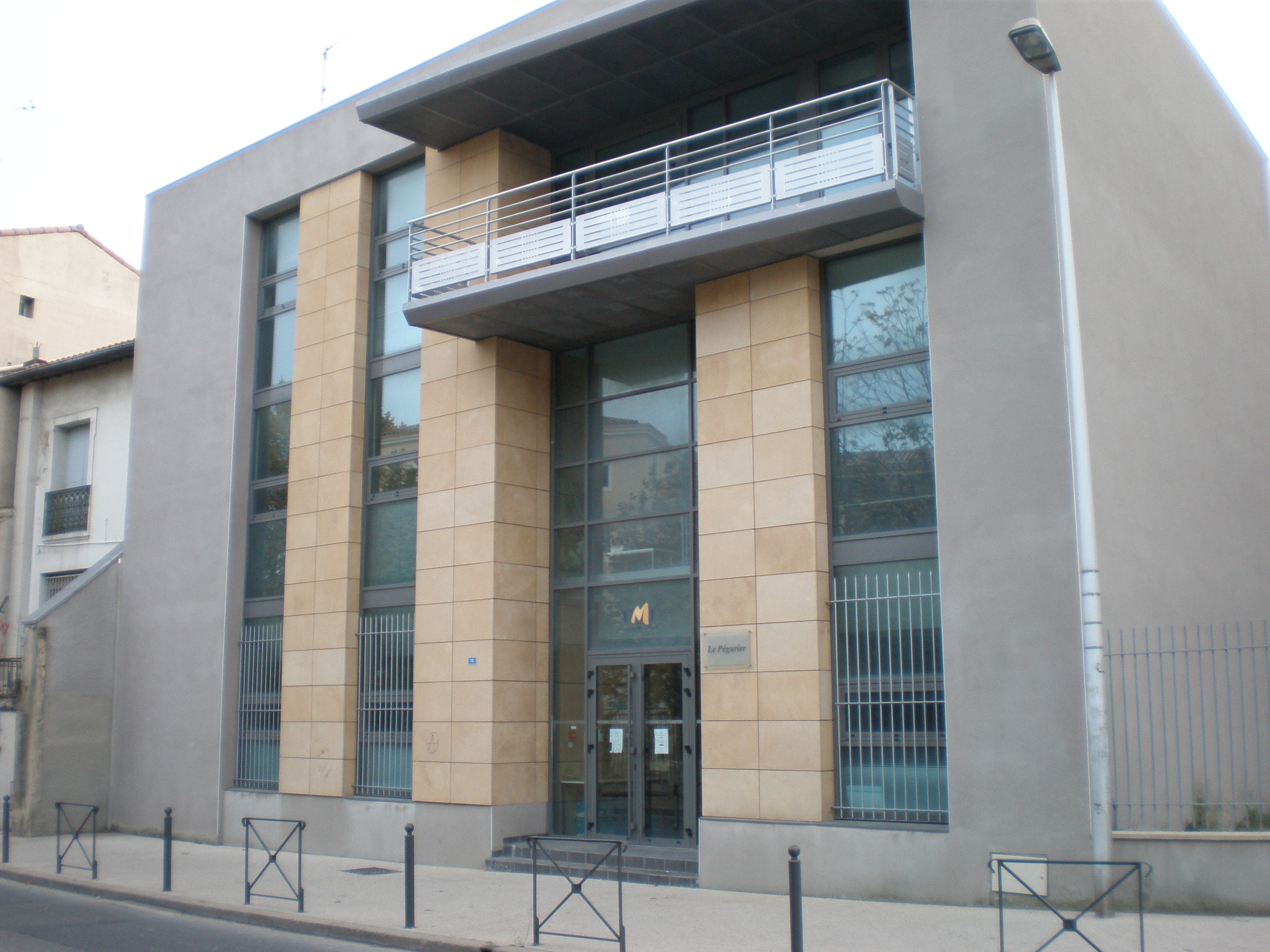
Le « Pégurier » qui abrite la DAF (Direction des Affaires Financières) (Services centraux), vue de la rue Auguste-Broussonnet.
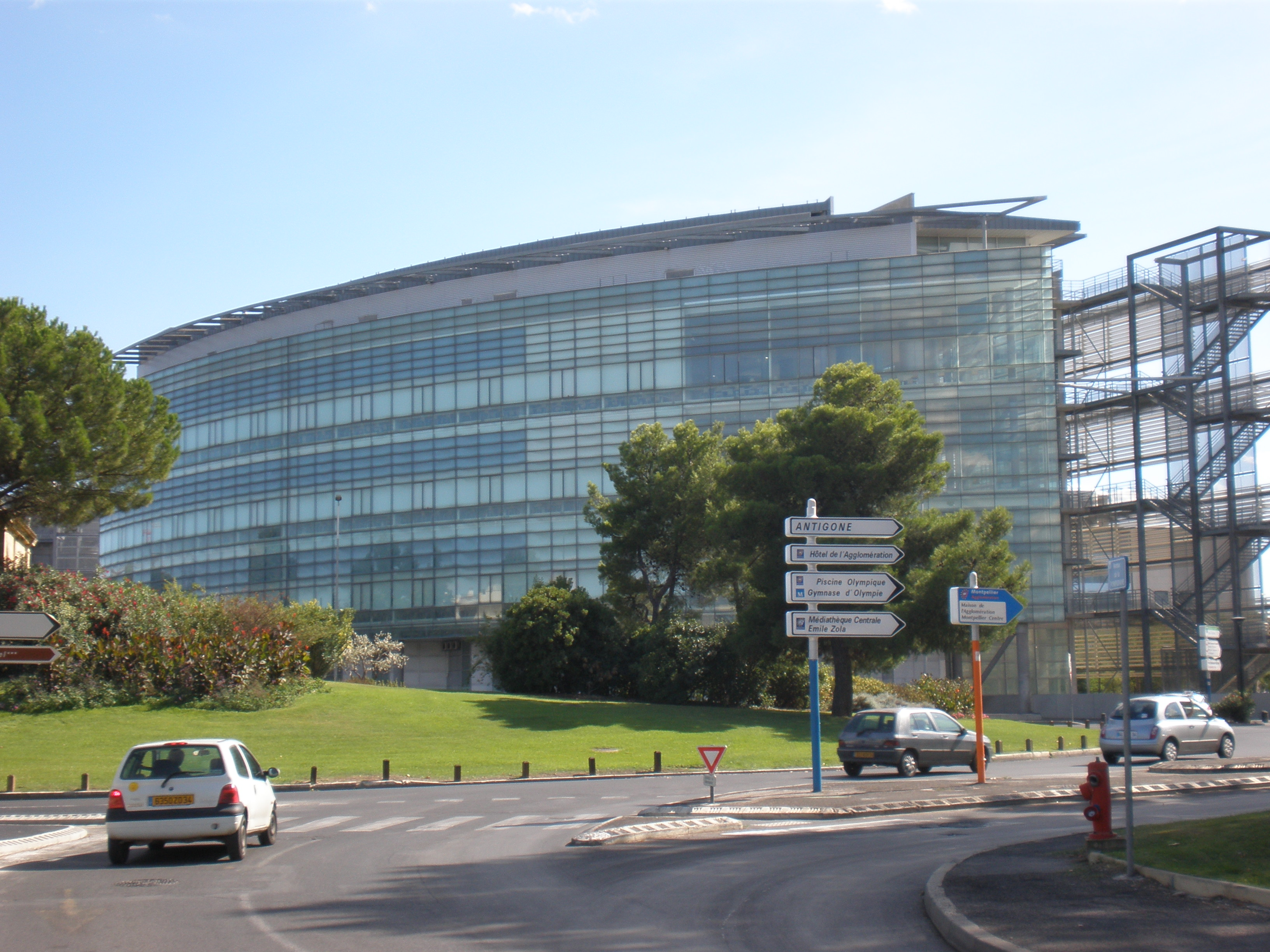
La bibliothèque universitaire de Richter.

## Offre de formation de l'université Montpellier-I
L'université Montpellier 1 offre un panel de formation sur des disciplines diverses telles que la médecine, la pharmacie, le droit, l'éducation physique, les sciences économiques, l'odontologie et les sciences de gestion.

## Recherche

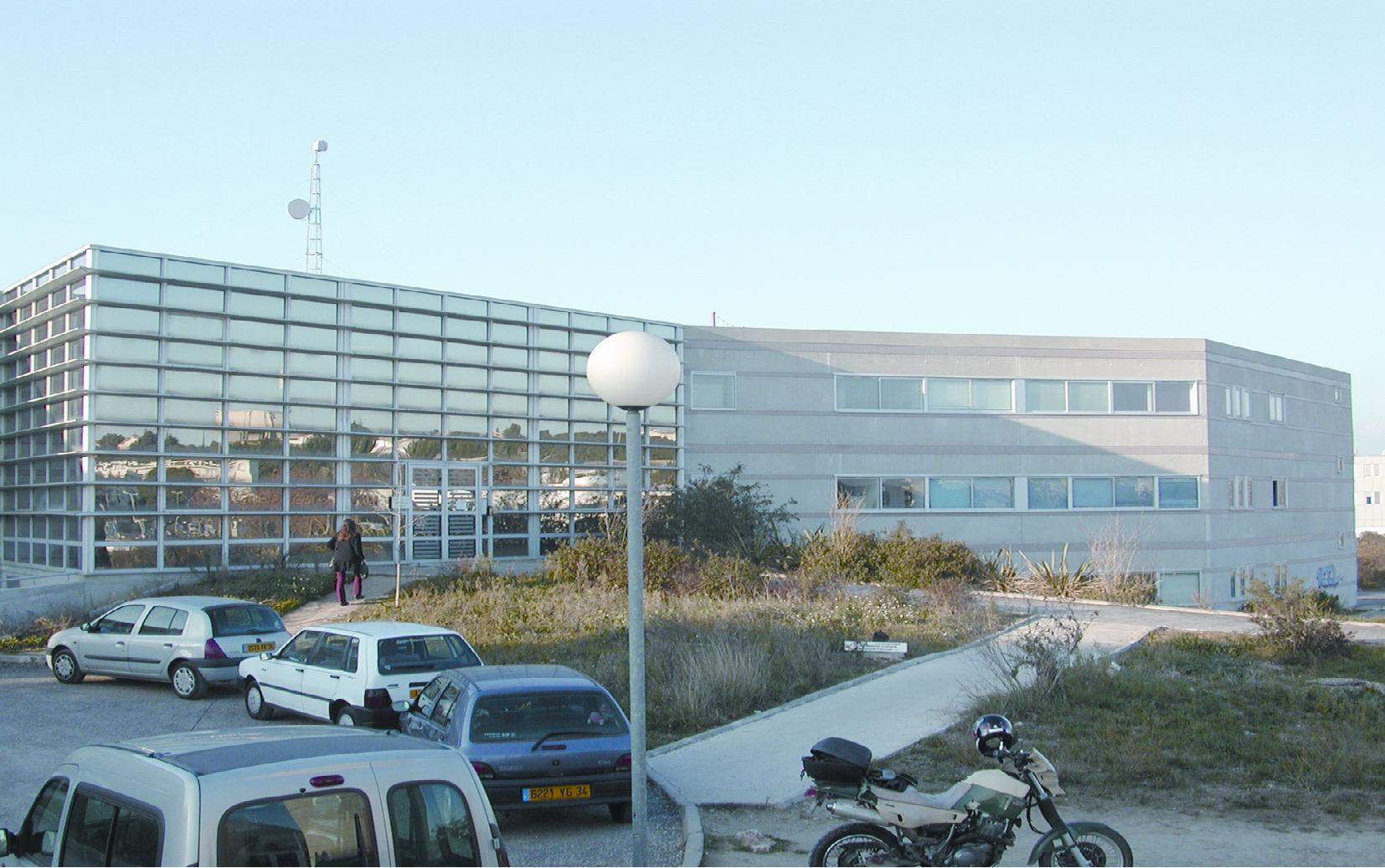
L'Institut Universitaire de Recherche Clinique (IURC) sur le site Arnaud-de Villeneuve (UFR Médecine).

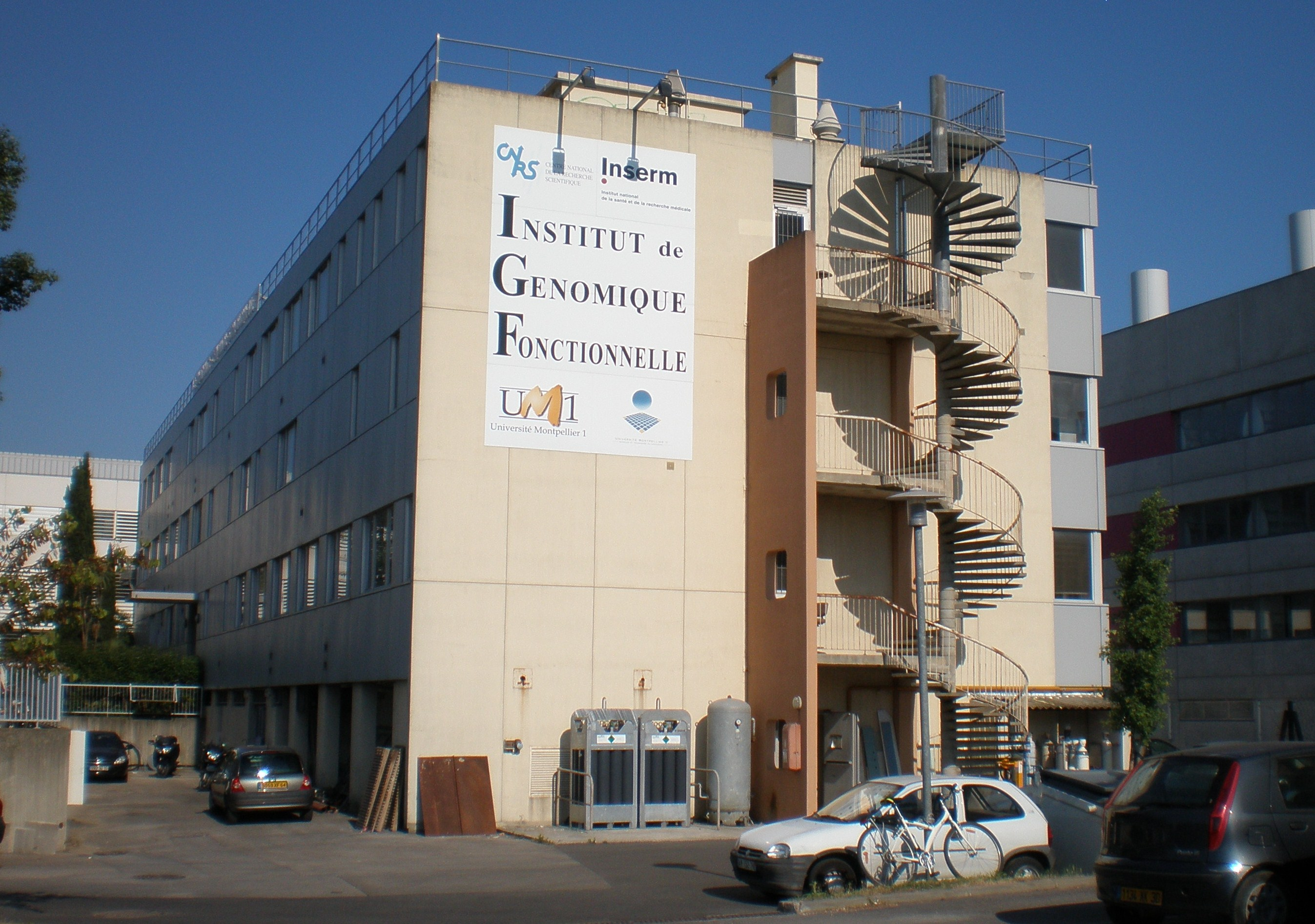
L’institut de génomique fonctionnelle, abritant notamment l'institut fédératif de recherche (IFR 3) Communication Cellulaires Normales et Pathologiques cohabilité avec l'UM2, le CNRS, l'INSERM et le CHU qui regroupe 21 équipes de recherche.

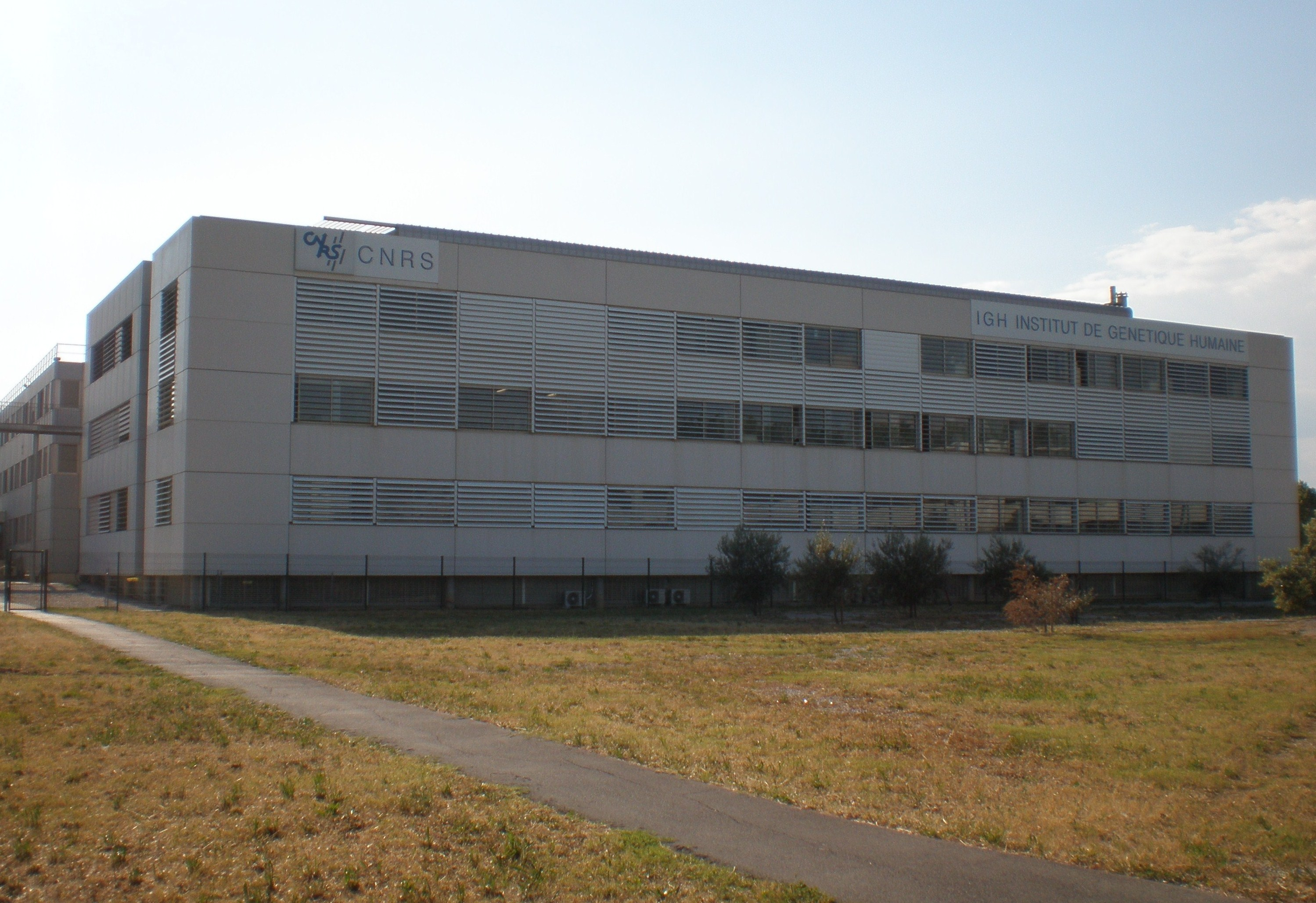
L'institut de génétique humaine (UPR 1142).

L’université couvre des domaines de recherche très variés où 5 directions scientifiques sont représentées : Chimie et Sciences des matériaux, Biologie, Médecine et Santé, Sciences de l’Homme et des Humanités, Sciences de la Société.
L’excellence de la recherche est soulignée par la participation de l'université Montpellier-I à la labellisation du RTRA « Agronomie et développement durable » et du RTRS interrégional « Infectiopôle sud », sa participation à 5 Pôles de compétitivité (ORPHEME, Qu@liMed, Gestion des risques, TRIMATEC et DERBI) ainsi que son implication dans les filières industrielles régionales.
Les partenaires de l’UMI sont le CNRS, l’INSERM, l’INRA, l’IRD, le CEA ainsi que les CHU de Montpellier et Nîmes, pour les laboratoires de recherche clinique.

## Vie étudiante

### Bureau de la vie étudiante
Depuis 1999, le Bureau de la vie étudiante fédère des activités de la vie étudiante.
Le BVE est dirigé par le vice-président étudiant de l'université et est composé d'élus étudiants des conseils centraux de différentes UFR.
Depuis mars 2006, le BVE est doté de statuts, de compétences définies et d'un budget propre.

### Maison des étudiants Aimé Schoenig

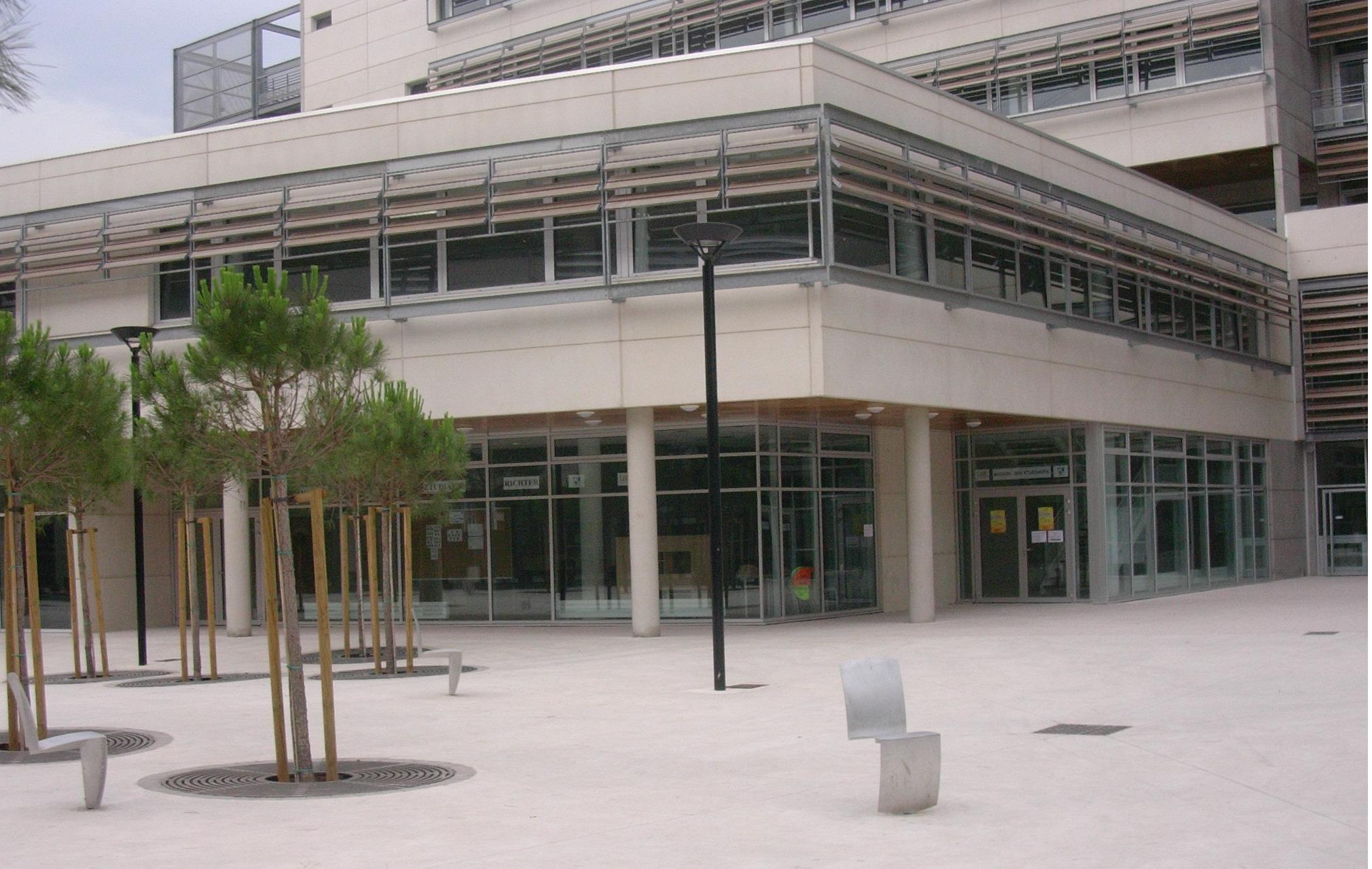
La Maison des Étudiants Aimé-Schoenig à Richter.

Construite en 2005 sur le site de Richter et inauguré en décembre 2006, la Maison des Étudiants "Aimé-Schoenig" est un lieu entièrement consacré à la vie étudiante. Elle offre à l’ensemble des étudiants de l’université un espace de vie convivial doté et équipé d’infrastructures nécessaires à la réalisation de projets pour les étudiants. 
La gestion de la Maison des étudiants Aimé-Schoenig a été confiée au Bureau de la vie étudiante qui gère à la fois les créneaux d’utilisation des salles mais aussi du matériel mis à disposition pour les étudiants. Le SUMPPS et le SUAPS, quant à eux, gèrent leurs propres locaux.

### Vie associative
La vie des différents sites de l'université est marquée par la présence de nombreuses associations étudiantes qui disposent, pour la plupart, de locaux au sein de chaque composante ainsi que des associations culturelles au sein de la Maison des Étudiants Aimé-Schoenig.

### Évolution du nombre d'étudiants inscrits
Évolution du nombre d'étudiants inscrits (inscriptions physiques administratives) 

| 2000   | 2001   | 2002   | 2003   | 2004   | 2005   | 2006   | 2007   |
| ------ | ------ | ------ | ------ | ------ | ------ | ------ | ------ |
| 19 808 | 19 853 | 19 803 | 19 995 | 19 979 | 20 481 | 20 508 | 20 525 |

| 2008   | 2009   | 2010   | 2011   | - | - | - | - |
| ------ | ------ | ------ | ------ | - | - | - | - |
| 20 578 | 21 897 | 22 377 | 23 503 | - | - | - | - |

### Fonds d'archives
- Fonds : Université Montpellier I (1800-2000) [86,5 ml].  Cote : 8 ETP. Montpellier : Archives départementales de l'Hérault (présentation en ligne).